# İsa Çelebi
Isa Çelebi (in turco ottomano: عيسى جلبي; Edirne, 1380 – Eskişehir, settembre 1403) è stato un principe ottomano, figlio del sultano Bayezid I e governatore dell'Anatolia come vassallo di Tamerlano. Fu uno dei pretendenti al trono ottomano durante l'interregno (1403-1413) e il primo a essere ucciso.

## Biografia

### Origini
Isa Çelebi nacque a Edirne nel 1380. Suo padre era il principe ottomano Bayezid I, figlio del sultano Murad I, che nel 1389 sarebbe divenuto a propria volta sultano, mentre sua madre era Devletşah Sultan Hatun, principessa Germiyan. Aveva un fratello di sangue minore, Musa Çelebi. 
Nel 1391, venne nominato governatore dell'appena conquistata provincia di Hamid. Negli anni seguenti, prese parte ad alcune delle campagne militari di Bayezid I, fino alla battaglia di Ankara del 1402 contro Tamerlano, dove venne messo a capo di uno dei battaglioni centrali. La battaglia, a cui presero parte tutti i figli maggiori di Bayezid (Süleyman, Isa, Musa, Mustafa, Mehmed) si risolse in una completa sconfitta: Bayezid venne catturato, così come Musa e Mustafa, mentre i restanti principi dovettero fuggire.
Isa si rifugiò a Balıkesir, da dove assunse il controllo della costa del Bosforo.

### Interregno

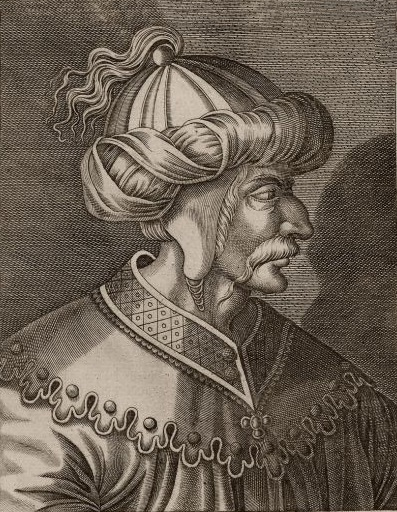
Incisione di Arthus Thomas Sieur d'Embry

Dopo la sua vittoria sugli ottomani e l'imprigionamento di Bayezid I, Tamerlano stabilì che tutti i beylik da loro sottomessi riacquistassero l'indipendenza e che i territori rimanenti fossero spartiti fra i figli di Bayezid Solimano, Isa e Mehmed, a cui assegnò, rispettivamente, la Rumelia (con capitale Edirne), l'Anatolia occidentale (con capitale Bursa) e l'Anatolia orientale (con capitale Amasya). Inviò ambasciatori con doni a tutti e tre e consegnò loro un editto col suo tamga (sigillo) che stabiliva i rispettivi diritti sulle terre, obbligandoli anche a congratularsi e a inviarsi doni l'un l'altro. Tuttavia, non appena Tamerlano si ritirò a est, iniziò una furiosa guerra civile fra i fratelli, con lo scopo di riunire l'Impero ottomano e prenderne possesso. 
Nel gennaio 1403, Isa si stabilì a Bursa e si premurò di firmare immediatamente un accordo con Venezia e con Manuele II Paleologo, imperatore bizantino, che gli diede in moglie la figlia di un suo alleato, Giovanni Tonterez, capo di una delle famiglie più prestigiose di Costantinopoli. 
Più tardi in quello stesso anno, Bayezid I morì in prigionia. Tamerlano allora ne liberò il figlio Musa e lo inviò a Bursa con il corpo del padre e un nuovo editto che lo autorizzava a sostituire Isa come governatore. Musa e Mehmed inoltre strinsero un'alleanza con Yakub II di Germiniyan, che prese d'assedio Bursa e costrinse Isa e fuggire verso le montagne, ma mentre attraversavano il passo Domaniç Dağı furono nuovamente attaccati e l'esercito di Isa, guidato da Sarah Timurtash Pasha, fu nuovamente sconfitto, anche se Isa riuscì a salvarsi e a raggiungere Ulubat. 
A quel punto, Mehmed inviò a Isa una proposta di pace in cui affermava di voler dividere fra loro l'Anatolia, ma la divisione proposta assegnava a Mehmed i territori già sotto il controllo ottomano (Bursa, Tokat e Sivas) e a Isa quelli che Tamerlano aveva reso nuovamente indipendenti, dopo averne reinsediato le relative dinastie (Aydin, Saruhan, Germiyan, Karasi e Karaman). Rendendosi conto dell'inganno, Isa rifiutò la proposta di Mehmed, che colse il pretesto per sconfiggerlo nuovamente a Ulubat, per poi proclamarsi sultano. Isa fuggì a Costantinopoli, mentre le teste dei suoi generali caduti in mano a Mehmed, fra cui Timurtash, furono inviate a Süleyman, presunto alleato di Isa, come monito. 
A quel punto Süleyman, preoccupato dall'ascesa di Mehmed, decise di usare Isa come pedina contro di lui. Poche settimane dopo, all'inizio dell'estate 1403, si accordò con Manuele II Paleologo per la restituzione di Isa, che giunse da lui a Edirne. Süleyman gli fornì uomini e denaro e lo inviò in Anatolia, dove Isa conquistò Karasi, ma senza riuscire a ottenere la resa di Bursa. La resistenza della città diede a Mehmed il tempo di giungere da Tokat con un esercito di 3.000 uomini, che costrinse Isa a ritirarsi a Kastamonu, dove regnava Isfendiyar Bey dei Candar. 
Isfendiyar, come capo di un beylik appena tornato indipendente grazie a Tamerlano, aveva un interesse acquisito nel fare sì che l'Impero ottomano restasse diviso e in guerra, così accetto di supportare Isa contro Mehmed, ma furono sconfitti tre volte in pochi mesi, ad Ankara, Gerede e Bursa. A quel punto, Isa si recò a Izmir da Izmiroglu Junayd Bey, che divenne il fulcro di una potente alleanza contro Mehmed che comprendeva lui, Ömer II di Aydin, Orhan Bey di Saruhan, Ilyas di Menteşe, Osman di Hamid e Yakub di Germiyan. L'alleanza, supportata anche da Süleyman Çelebi, aveva come premessa la garanzia che, se Isa avesse trionfato, avrebbe mantenuto i beylik indipendenti e avrebbe distribuito loro le terre di Mehmed. Da parte sua, Mehmed si alleò con Mehmed di Karaman e Nasreddin Mehmed di Dulkadirid, di cui sposò la figlia, Emine Hatun. Sebbene le forze di Isa fossero in numero maggiore, quelle di Mehmed erano tecnicamente superiori e disponevano della migliore cavalleria, e riuscirono a trionfare: Isa e Junayd dovettero fuggire, inseguiti dai cavalieri di Mehmed. 

### Morte
Dopo la sconfitta, Isa cercò di fuggire, ma nel settembre 1403 fu catturato a Eskişehir e strangolato. 
I resoconti attribuiscono variamente la sua morte a Mehmed o a Süleyman, il quale si stava preparando a scendere in campo in prima persona e non necessitava più di Isa, divenuto una presenza scomoda. 
Il corpo fu riportato a Bursa e sepolto accanto a Bayezid I nella sua moschea. 
In seguito, venne descritto come una persona dignitosa, ma debole e infelice. 